# 中安大橋
中安大橋，為橫跨新店溪的一座橋樑，位於臺灣新北市新店區的福爾摩沙高速公路安坑交流道往台北方向匝道橋下游約250公尺處，主要功能為增進並聯繫新店安坑地區與新店市區之交通來往便利。

## 沿革
- 2003年11月2日開工[2]。
- 2007年3月25日完工[2]。
- 2007年9月8日通車。

## 設計與施工
新店中安大橋，主橋長145公尺，寬36.1公尺，設置有14支匝道連結新店市區及安坑地區，工程經費為新台幣12.89億元，由內政部營建署辦理設計施工，台北縣政府及新店市公所配合協助用地取得，並由國雍營造公司承攬。